# Староселье-Липенское
Староселье-Липенское — деревня в Удомельском районе Тверской области.

## История
25 мая 2019 года распоряжением Правительства РФ переименована деревня Староселье в Староселье-Липенское.

## Население
| 2010 |
| ---- |
| 1    |